# Patrick Tournebœuf
Patrick Tournebœuf, né en 1966 à Paris, est un photographe et plasticien français.

## Biographie
Né le 2 juin 1966 à Paris, Patrick Tournebœuf est issu d'une famille d'antiquaires. En 1991, il cofonde « Tendance Floue », un collectif de photographes français primé internationalement pour des réalisations à la croisée du social, du documentaire, du culturel et de l’artistique.
Au cours des années 1990, il s’intéresse aux aspects ordinaires de l’urbain. « Périphérique » offre une vision du boulevard automobile parisien. « Nulle Part » (1999-2005) documente les stations balnéaires en dehors de la saison estivale. « Blow-Up » est son pendant plastique, réalisé à partir de cartes postales décontextualisées, recadrées, agrandies, zoomées.
À partir des années 2000, il consacre une partie de son travail à la fixation des stigmates de l’Histoire. Trois séries photographiques s’attachent aux lieux de construction d’une mémoire : « Cicatrice », sur les traces du mur de Berlin, « La mémoire du jour J », sur les plages du débarquement en Normandie, et « Stèles », sur les monuments aux morts de la Grande Guerre. 
Collaborant avec l’Opérateur du patrimoine et des projets immobiliers de la culture, il réalise le suivi de grands chantiers. Cette série de commandes d’institutions publiques est rassemblée sous le titre « Monumental ».

## Œuvres
- Série Périphérique
- Série Nulle Part
- Série Blow-up
- Série Monumental
- Série Cicatrice

### Livres et catalogues d'exposition
- Entretemps, Chantepie, Les éditions de Juillet, 2025, 128 p. (ISBN 978-2-36510-133-2)
- Trace : Kimberley, Fontenay-sous-Bois, les Instantanés ordinaires, coll. « Cahier photographique », 2014, 72 p. (ISBN 978-2-9550495-1-8)
- Monumental, Paris, Maison européenne de la photographie, 2010, 188 p. (ISBN 978-2-919236-00-8)
- Huis clos, Marseille, Images en manœuvres éditions, 2008, 56 p. (ISBN 978-2-84995-090-6)
- Le temps suspendu : Archives nationales (préf. Pierre Nora), Trézélan, Filigranes éditions, 2006, 68 p. (ISBN 978-2-35046-077-2)
- Jean-Noël Jeanneney, La cicatrice : Berlin Est-Ouest, 1988-2004, Paris, les Éditions du Huitième jour, 2005, 75 p. (ISBN 978-2-914-11955-9)
- Périphérique : photographies de nuit, Anglet, Atlantica, coll. « Galaxie Photo », 2005 (1re éd. 2003), 38 p. (ISBN 978-2-84394-674-5)

## Prix et récompenses
- 2021, Prix Eurazeo pour la série Blow-up[2],[5]
- 2015, Excellence Award (Changjiang International Photography and Video Biennale)[2]

## Collections
- Paris, Bibliothèque nationale de France
- Paris, Musée Carnavalet[6]
- Berlin, Collection regard[7]

## Expositions
- 2025 : Entretemps, Clermont-Ferrand, Centre photographique Fontfreyde[8]
- 2022 : Venise, Fondazione Dell'Albero d'Oro, dans le cadre de l'exposition inaugurale du Palazzo Vendramin Grimani
- 2019 : Patrick Tournebœuf, Berlin, Collection Regard[9]
- 2017 : The Diamond Trace: Kimberley South Africa in Photographs, Cambridge, MIT Museum[10]
- 2006-2007 : Le temps suspendu, les Archives nationales vues par Patrick Tournebœuf, Paris, Hôtel de Soubise